# Movistar Deportes
Movistar Deportes es un canal de televisión por suscripción deportivo peruano operado por Media Networks y propiedad de Telefónica del Perú. El canal inició sus emisiones en 1997 como Cable Mágico Deportes o simplemente conocido como CMD. A partir del 21 de mayo de 2017, el canal pasó a denominarse Movistar Deportes.

## Historia
Comenzó sus transmisiones regulares en 1996 a las 7:00 a.m. (UTC-5) bajo el nombre de Canal 22 Deportivo, emitiendo el programa Toyota World Soccer Magazine, de una duración de 30 minutos. Inicialmente, el canal se encontraba en la frecuencia 22 de Cable Mágico, dedicado principalmente a la transmisión de contenidos deportivos y dirigidos a un público aficionado al fútbol y otras disciplinas.
El 1 de noviembre de 1997, el canal cambió su nombre a Cable Mágico Deportes, conocido también como CMD. Dos años después, en 1999, CMD obtuvo los derechos para transmitir los partidos de la Primera División del Perú, ampliando su oferta y posicionándose como uno de los principales canales deportivos en el país. En abril de 2001, tras el cierre de Cable Canal de Noticias, CMD fue trasladado al canal 10, aunque en julio del mismo año se reubicó definitivamente en el canal 3, donde permanece hasta la actualidad. Durante este tiempo, el canal consolidó su rol en la cobertura del fútbol peruano e incorporó otros eventos deportivos internacionales a su programación.
En 2009, CMD comenzó a emitir en alta definición, adaptándose a la demanda de mayor calidad visual de los espectadores. Para 2013, CMD y Gol TV formaron una alianza estratégica para la emisión de la Copa Movistar. En ese mismo año, CMD y Plus TV presentaron un lema conjunto llamado «Hacer para creer», como parte de una campaña de imagen compartida. Sin embargo, en 2016, CMD perdió los derechos de transmisión de la Primera División de Fútbol Peruano, que fueron adquiridos por Gol TV para su emisión en Golperu. A partir de ese momento, CMD se renovó como un canal polideportivo, ofreciendo una programación diversificada con eventos de vóley, baloncesto, golf, béisbol, entre otros.
El 15 de marzo de 2017, CMD lanzó un nuevo paquete gráfico, con logo y programación renovada, durante la emisión del programa Central Perú. Solo unos meses después, el 21 de mayo de 2017, el canal cambió de nombre a Movistar Deportes, consolidando su identidad dentro de la oferta de Movistar TV. En 2019, Movistar Deportes diversificó aún más su contenido, transmitiendo torneos de eSports de juegos populares como Dota 2, League of Legends y Free Fire. En 2020, Movistar Deportes adquirió los derechos para la transmisión de las Clasificatorias a Catar 2022 de la Conmebol, reforzando su compromiso con la cobertura de eventos deportivos de relevancia nacional e internacional.
En 2025, Movistar Deportes anunció que el partido entre Perú y Bolivia por las Clasificatorias a Norteamérica 2026 de la Conmebol se transmitirá por primera vez en YouTube de forma gratuita para todo el Perú.

## Eslóganes
| Período   | Eslogan                                         |
| --------- | ----------------------------------------------- |
| 1997-2001 | Estás viendo Cable Mágico Deportes Canal 22     |
| 2001-2003 | Estás viendo Cable Mágico Deportes              |
| 2003-2006 | Tu pasión                                       |
| 2006-2010 | Lo hacemos por deporte                          |
| 2010-2015 | Estamos en la cancha                            |
| 2015-2017 | Juega                                           |
| 2017-2019 | Fuera de la caja                                |
| 2019      | Incondicionales, siempre                        |
| 2020-2021 | Jugamos en casa hoy para celebrar juntos mañana |

## Logotipos

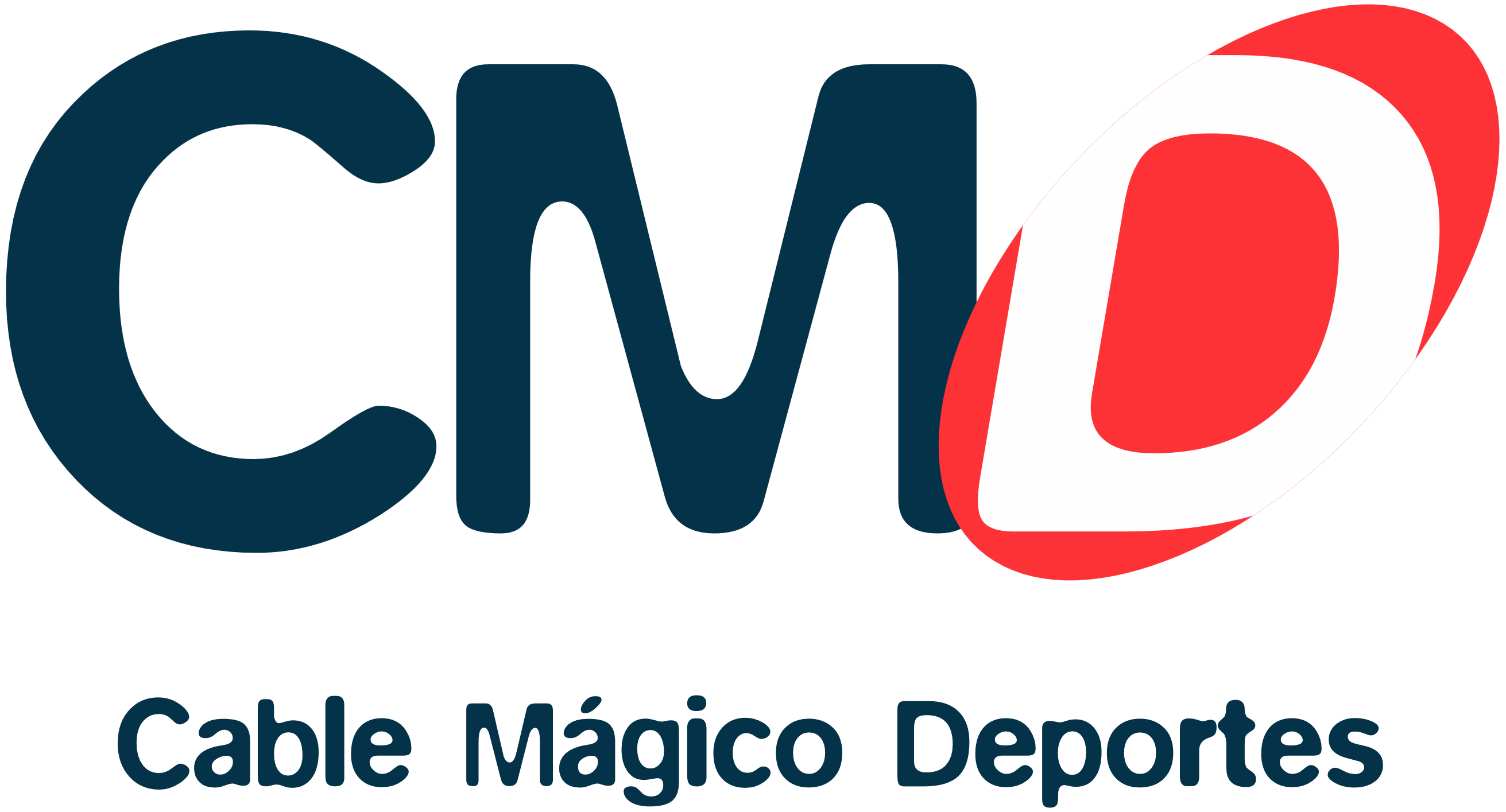
Logotipo usado desde noviembre de 1997 hasta octubre del 2004.
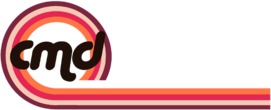
Logotipo usado entre setiembre del 2006 a diciembre del 2010
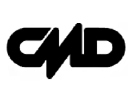
Logotipo usado desde diciembre del 2010 hasta el 15 de marzo del 2017.
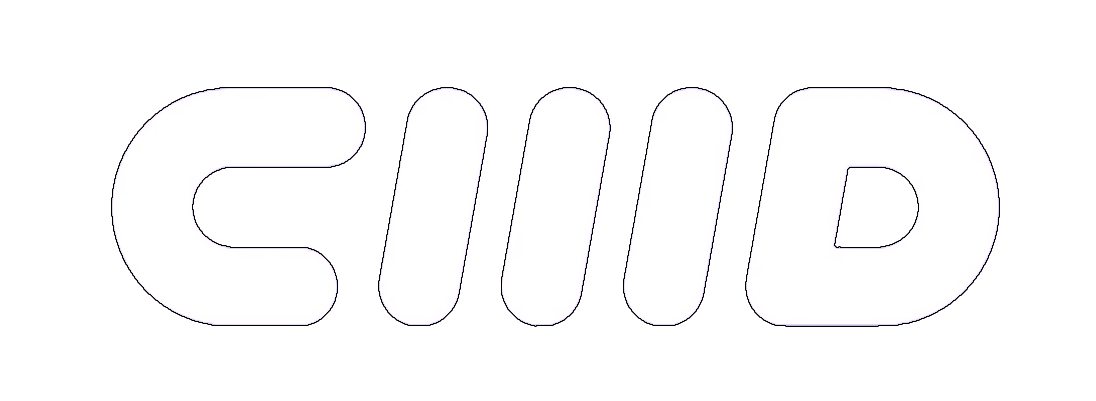
Logotipo usado desde el 15 de marzo del 2017 hasta el 21 de mayo del 2017.
Logotipo usado desde el 21 de mayo del 2017